# Pfalzen
Pfalzen (wł. Falzes) – miejscowość i gmina we Włoszech, w regionie Trydent-Górna Adyga, w prowincji Bolzano.
Liczba mieszkańców gminy wynosiła 2560 (dane z roku 2009). Język niemiecki jest językiem ojczystym dla 97,31%, włoski dla 1,78%, a ladyński dla 0,91% mieszkańców (2001).